# .np
.np는 네팔의 인터넷 국가 코드 최상위 도메인이다. 2차 도메인 com.np, org.np, edu.np, net.np, gov.np, mil.np 아래의 3차 도메인으로 등록할 수 있으며 등록을 위해서 지역에 직접 출석할 것을 요구한다. 등록은 직접 회사나 조직, 제품 브랜드 이름 기반으로 이름을 짓는 것으로 예측한다.

## 구조
- .com.np: 상업용, 공개 도메인이므로 모든 개인 또는 단체 등록이 허용된다.
- .coop.np: 협동조합
- .edu.np: 초, 중, 고등학교, 대학 등의 교육 기관
- .gov.np: 네팔 정부 및 정부 기관
- .info.np: 정보. 오픈도메인이기 때문에 개인이나 단체 누구나 등록이 가능하다.
- .mil.np: 네팔군
- .name.np: 개인의 이름별. 오픈 도메인이기 때문에 어떤 개인이나 법인이라도 등록이 허용된다. 다만, 개인(또는 가상인물의 소유자)이 아닌 경우에는 추후 등록에 이의가 있을 수 있다.
- net.np 네트워크 또는 "포털" 사이트
- .org.np: 비영리 단체